# Yang Tae-Young
Yang Tae-Young (Seul, 8 de julho de 1980) é um ginasta sul-coreano, que compete em provas de ginástica artística.
Yang fez parte da equipe sul-coreana que disputou os Jogos Olímpicos de Atenas, em 2004, Grécia, conquistando a medalha de bronze na prova do concurso geral.

## Carreira
Yang iniciou no desporto aos onze anos, entrando dez anos depois na equipe nacional. No mesmo ano, fez sua estreia em competições de grande porte, disputando o Campeonato Mundial de Gante. Nele, conquistou a oivata colocação por equipes, e a 13ª no concurso geral. Em 2003, competiu no Mundial de Anaheim, indo novamente à duas finais: na prova coletiva, terminou na sexta colocação, no all around, foi 12º colocado, obtendo a vaga para disputar as Olimpíadas de 2004.
No ano posterior, em sua primeira aparição olímpica, nos Jogos Olímpicos de Atenas, terminou com a quarta colocação por equipes. No concurso geral, foi medalhista de bronze, superado por seu compatriota Kim Dae-Eun, e pelo americano Paul Hamm, gerando polêmicas em toda a torcida sul-coreana. Classificado para a final da barra fixa, foi oitavo colocado, em prova vencida pelo italiano Igor Cassina. Em 2005, competiu no Mundial de Melbourne, terminando na oitava colocação nas barras paralelas.
No ano posterior, nos Jogos Asiáticos de Doha, o ginasta conquistou a medalha de bronze por equipes, atrás somente da equipe chinesa e da japonesa, ouro e prata, respectivamente. No Mundial de Aarhus, Yang classificou apenas para duas finais: individual geral e barras paralelas. No geral, terminou apenas na sétima colocação. Competindo em seu melhor aparelho, o ginasta pontuou 15,725 pontos, e terminou na sexta posição geral. Em 2007, participou do Mundial de Stuttgart. Nele, conquistou a vaga para disputar os Jogos Olímpicos de Pequim, ao terminar na quinta colocação por equipes, e oitava no individual geral. No ano posterior, em sua segunda aparição olímpica, nos Jogos Olímpicos de Pequim, Yang foi quinto colocado na prova coletiva, a equipe chinesa conquistou a medalha de ouro. No evento geral individual, terminou na oitava colocação, em prova vencida pelo chinês Yang Wei. Na disputa das paralelas foi sexto; o chinês Li Xiaopeng, terminou com a medalha de ouro.

## Principais resultados
| Ano  | Evento                                    | AA                | Equipe            | Solo | Cavalo com alças | Argolas | Salto sobre o cavalo | Barras paralelas | Barra fixa |
| ---- | ----------------------------------------- | ----------------- | ----------------- | ---- | ---------------- | ------- | -------------------- | ---------------- | ---------- |
| 2001 | Campeonato Mundial de Ginástica Artística | 13º               | 8º                |      |                  |         |                      |                  |            |
| 2003 | Campeonato Mundial de Ginástica Artística | 12º               | 6º                |      |                  |         |                      |                  |            |
| 2004 | Jogos Olímpicos                           | Medalha de bronze | 4º                |      |                  |         |                      |                  | 8º         |
| 2005 | Campeonato Mundial de Ginástica Artística |                   |                   |      |                  |         |                      | 8º               |            |
| 2006 | Jogos Asiáticos                           |                   | Medalha de bronze |      |                  |         |                      |                  |            |
| 2006 | Campeonato Mundial de Ginástica Artística | 7º                |                   |      |                  |         |                      | 6º               |            |
| 2007 | Campeonato Mundial de Ginástica Artística | 8º                | 5º                |      |                  |         |                      |                  |            |
| 2008 | Jogos Olímpicos                           | 8º                | 5º                |      |                  |         |                      |                  |            |